# Каран Македонський

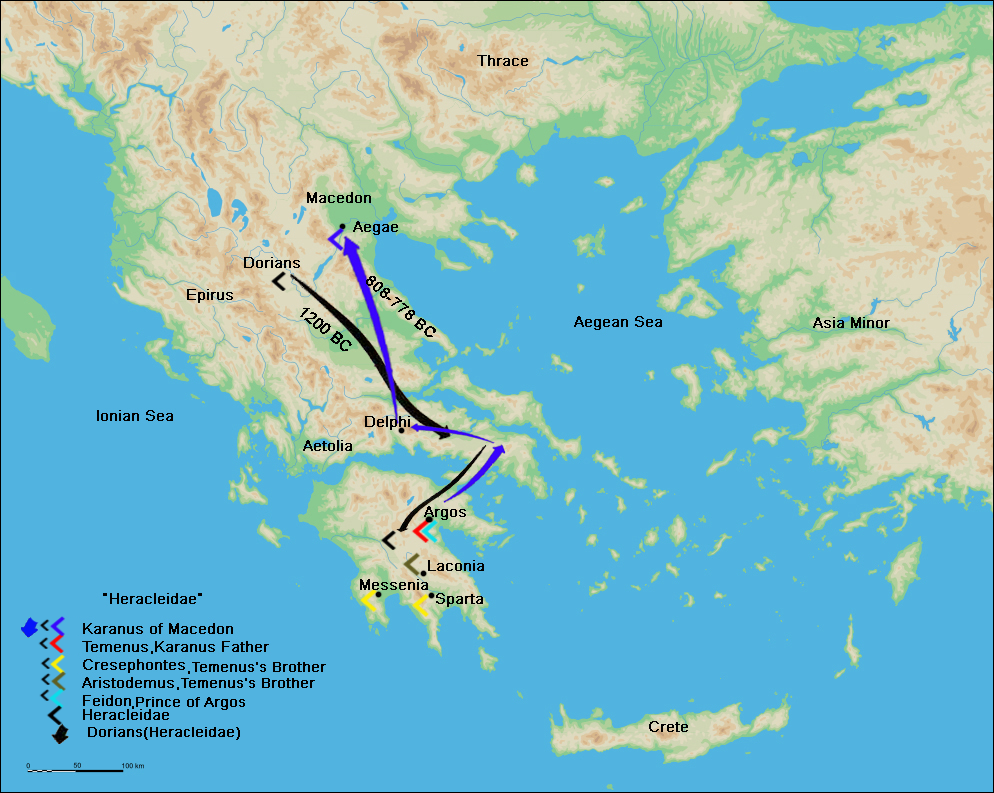
Завоювання Караном Македонії

Каран (грец. Κάρανος, близько 829 — 778 до н. е.) — цар з роду Темена. Син Аристодеміда, брат Фідон Аргоський. Засновник династії македонських царів. Здійснив похід із Аргоса на Македонію, де завоював значну частину країни і помер після довгого правління.

## Життєпис
Хоча перша згадка про Карана міститься у працях Теопомпа, найдетальніші відомості надав римський історик Юстин. За його свідченнями (7, 1.), Каран вирушив до Македонії і завоював Едесу, яка відтоді стала називатися Αι̃γαι — на спогад про кіз, із чередою яких Каран і проник у місто через відчинені ворота. Існує переказ, що оракул наказував Карану шукати собі царства саме за допомогою стада кіз.
У своїй «Хроніці» Євсевій Кесарійський зазначив, що Каран заволодів Македонією ще до першої олімпіади тобто до 778 до н. е.
Пізніше македонські царі династії Аргеадів виводили свій рід від Карана або Керавна, як засновника держави. Помер за нез'ясованих обставин у віці 77 років.